# 패트릭 슈워제네거
패트릭 아놀드 슈라이버 슈워제네거(영어: Patrick Arnold Shriver Schwarzenegger, 1993년 9월 18일 ~ )는 미국의 배우로, 아널드 슈워제네거와 마리아 슈라이버의 아들이다. 패트릭은 15살부터 Project360라는 회사를 운영하고 있다.

## 출연 작품
- 미드나잇 선 - 찰리 역
- 걸스 오브 막시 - 미첼 역